# Bambalina
Bambalina är ett släkte av fjärilar. Bambalina ingår i familjen säckspinnare.
Kladogram enligt Catalogue of Life:
| Bambalina | \| \| Bambalina africa \| \| \| \| \| \| Bambalina consorta \| \| \| \| |
|           | \| \| Bambalina africa \| \| \| \| \| \| Bambalina consorta \| \| \| \| |
|           | Bambalina africa                                                        |
|           |                                                                         |
|           | Bambalina consorta                                                      |
|           |                                                                         |